# Morum vicdani
Morum vicdani is een slakkensoort uit de familie van de Harpidae. De wetenschappelijke naam van de soort is voor het eerst geldig gepubliceerd in 1995 door Emerson.